# Basque (Colombie-Britannique)
Pour les articles homonymes, voir Basque.
Basque est une communauté canadienne de la Colombie-Britannique située dans la <division de recensement> et la région administrative de <région>.